# Rochefort (Belgio)
Rochefort (in vallone Rotchfoirt) è un comune belga di 12 474 abitanti situato nella provincia vallona di Namur.